# Innocenzo del Bufalo-Cancellieri
Innocenzo del Bufalo-Cancellieri (ur. w 1565 albo 1566 w Rzymie, zm. 27 albo 29 marca 1610 tamże) – włoski kardynał.

## Życiorys
Urodził się w 1565 albo 1566 roku w Rzymie, jako syn Tommasa del Bufalo i Silvii de’ Rustici. Studiował na Collegio Romano, gdzie uzyskał doktorat z prawa. Po studiach został referendarzem Trybunału Obojga Sygnatur i wikariuszem archiprezbitera bazyliki liberiańskiej. 14 maja 1601 roku został wybrany biskupem Camerino, a sześć dni później przyjął sakrę. Miesiąc później został nuncjuszem we Francji i pełnił tę funkcję przez trzy lata. 9 czerwca 1604 roku został kreowany kardynałem prezbiterem i otrzymał kościół tytularny San Tommaso in Parione. Rok później został prefektem Świętej Konsulty. W 1606 roku zrezygnował z funkcji, a także z zarządzania diecezją. Zmarł 27 albo 29 marca 1610 roku w Rzymie.